# ابراهیم هاپوت
ابراهیم هاپوت (به ترکی آذربایجانی: İbrahimhapıt) یک منطقه مسکونی در جمهوری آذربایجان است که در شهرستان قوبا واقع شده است.